# Set Oceans
Els Set Oceans és un repte de natació de llarga distància que consisteix en realitzar set travesses de natació en aigües obertes. Va ser ideat el 2008 com l'equivalent en natació del repte d'alpinisme els Set Cims.

## Llista dels Set Oceans
- Canal del Nord: entre Irlanda i Escòcia, 34 km (21 milles)
- L'estret de Cook: entre les illes del nord i del sud de Nova Zelanda, 26 km (16 milles)
- El canal Molokai (també conegut com el canal Kaiwi): entre Molokai i Oahu, 44 km (27 milles)
- Canal de la Mànega: entre Anglaterra i França, 34 km (21 milles)
- El Canal Catalina: entre l'illa de Santa Catalina i Los Angeles, 32 km (20 milles)
- L'estret de Tsugaru: entre les illes japoneses de Honshu i Hokkaido, 20 km (12 milles)
- L'estret de Gibraltar: entre la península Ibèrica i el nord d'Àfrica, 16 km (10 milles)